# Lune de Pejeng

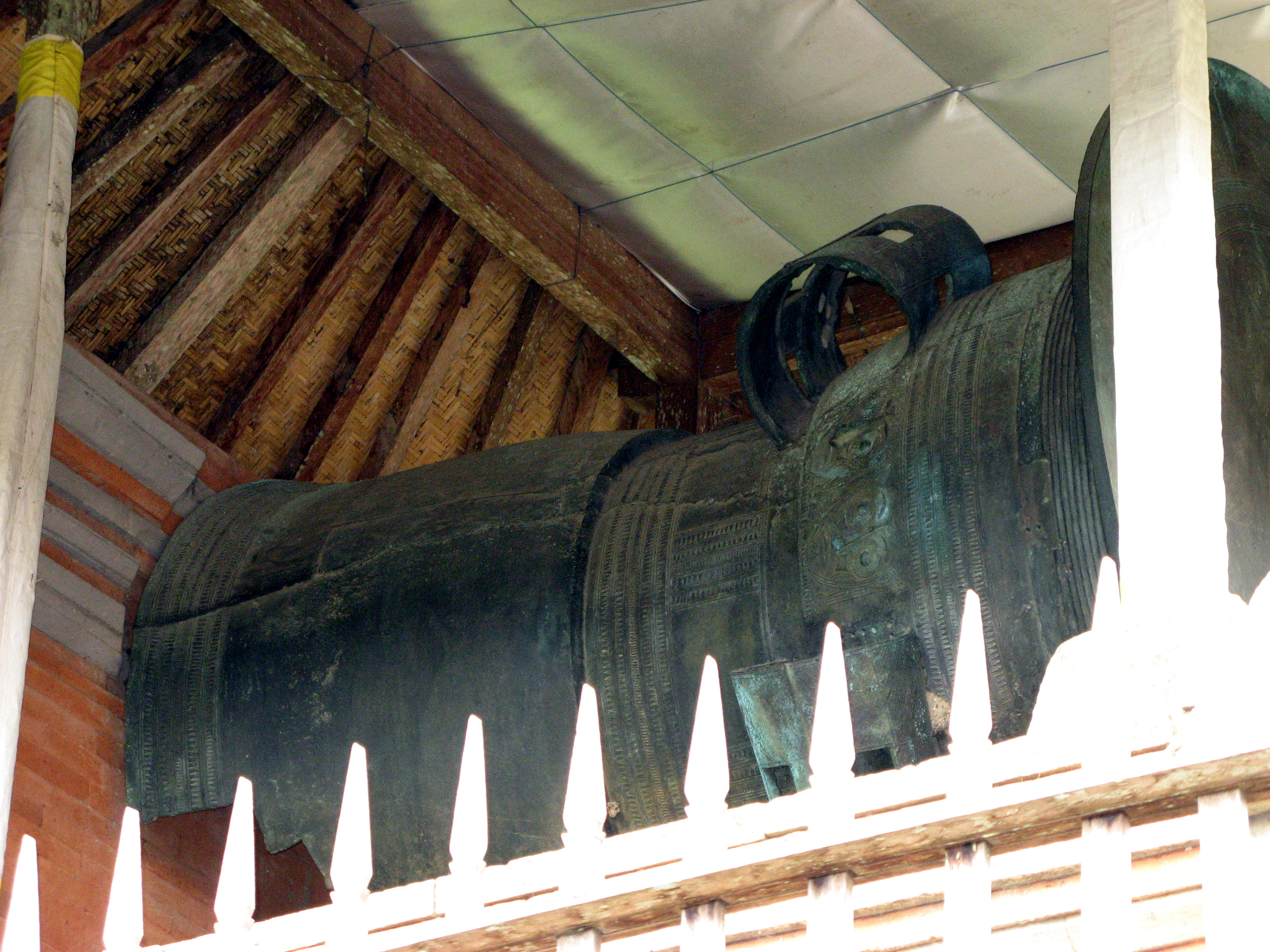

La lune de Pejeng est un tambour de bronze exposé dans Pura Penataran Sasih, dans le village de Pejeng dans l'île indonésienne de Bali. C'est le plus grand tambour de bronze fondu d'une seule traite connu dans le monde. Il mesure 1,60 mètre de diamètre et 1,86 mètre de hauteur. De la forme d'un sablier, on le date du IIIe siècle av. J.-C.
Son nom provient de la légende attachée à sa création. Selon celle-ci, une roue du chariot qui supportait la lune se serait détachée et serait tombée dans un arbre à Pejeng. Un voleur du lieu, effrayé par la lueur qu'elle dégageait, aurait uriné pour essayer de l'éteindre. La lune aurait alors explosé dans un bruit de tonnerre, tuant le voleur et tombant à terre sous sa forme actuelle.